# Skrypin.ua
skrypin.ua — український цифровий мовник, створений українським журналістом Романом Скрипіним у травні 2016 року після конфлікту та виходу Скрипіна з Громадського телебачення. skrypin.ua поширює контент через сайт skrypin.ua та інтернет-телеканали UMN/skrypin.ua.

## Історія
Перший етер проєкту пройшов 14 травня о 20:00, відтоді канал веде мовлення на YouTube-каналі. Проєкт транслюється з київської квартири, переобладнаної під студію. Першу техніку для трансляцій Роман отримав безкоштовно у тимчасове користування.
Інвестори проєкту невідомі, у травневому інтерв'ю каналу «112» Роман не назвав імен людей, що підтримують проєкт фінансово, пояснюючи, що більшість з них — «друзі, які інвестують власні гроші».
Першими темами проєкту були: «Луценко прокурор», «Списки Миротворця», «Путін vs Маск», «День народження Вакарчука», «Дивимося Eurovision 2016 разом». Сам Скрипін описує проєкт як авторський, а не як телеканал. Окрім Youtube, мовлення проходить у локальній мережі Lanet.
В рамках проєкту UMN планувалось відкриття студії в Берліні та в Празі у співпраці з чеським громадським діячем Ростиславом Прокоп'юком.

## Наповнення

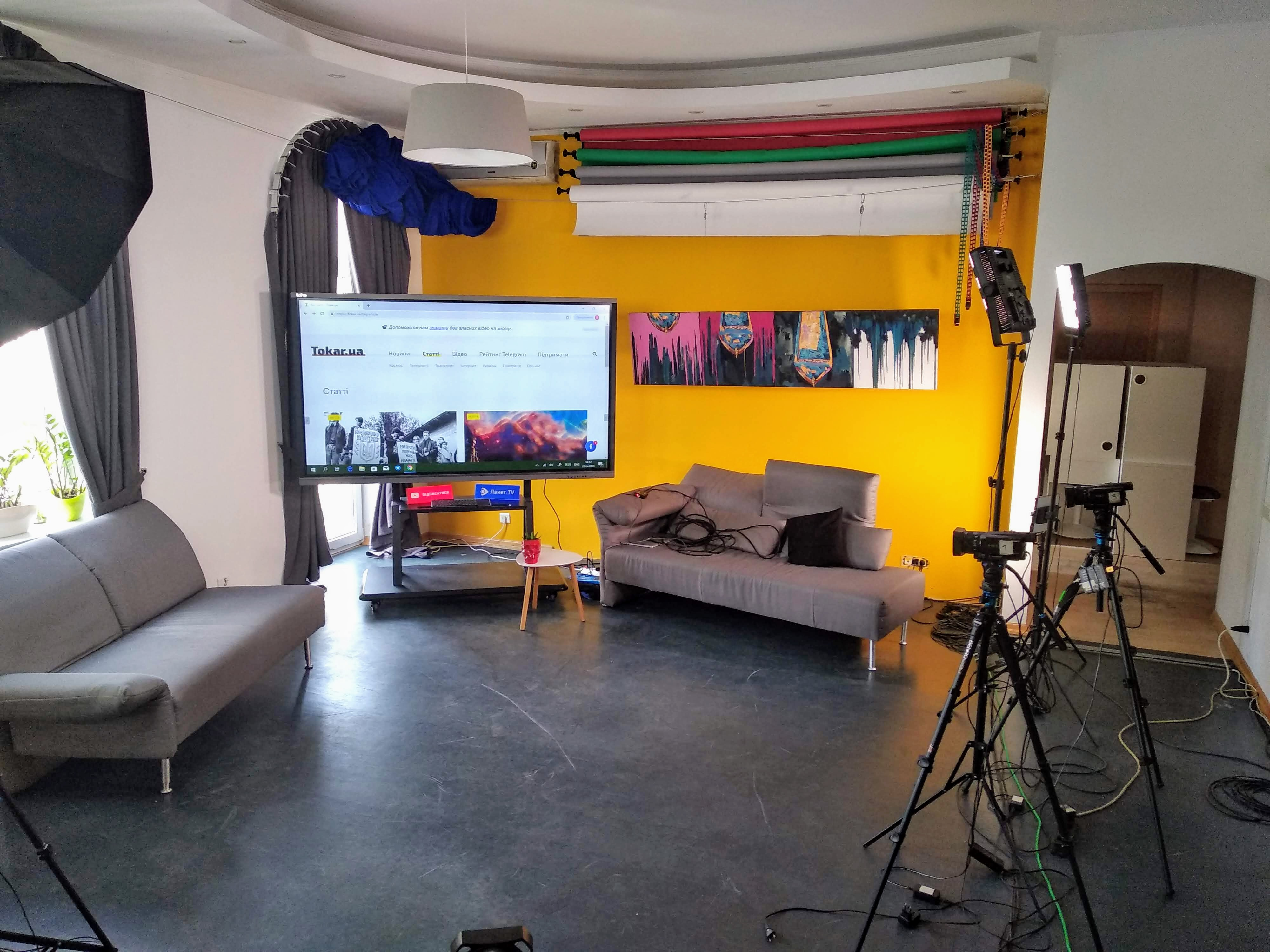
В студії перед записом

Спочатку випуски планувалось робити один раз на тиждень у форматі квартирника, згодом формат було розширено до трьох етерів на тиждень. На листопад 2016 року розклад трансляцій був таким:
- 16+ — щосереди о 20:00
- Кухня — щоп'ятниці о 14:00
- Квартирник — по неділям о 16:00.

Від березня 2017-го року Квартирник було замінено на «Недільний канал», що складався з рубрик:
- Редколегія (обговорення з редакторами українських видань подій минулого тижня),
- Недільний Процишин (автор — Богдан Процишин) та Новини з пальця, створюваної Максимом Щербиною з Громадського ТБ Запоріжжя (гумор, іронія, сарказм),
- Історія з м'ясом (історичний проєкт Данила Яневського, спілкування з гостями-істориками на історичні та навколоісторичні теми),
- REW: власні думки та сентенції членів колективу каналу щодо останніх явищ у країні.

Трансляції ведуться наживо з можливістю перегляду у записі на YouTube. 25 червня 2016 до Скрипіна приєднався його колега, журналіст та телеведучий Данило Яневський.
У етерах Скрипін не дотримується загальноприйнятих стандартів журналістики, про що сам і говорить в інтерв'ю. Свою позицію пояснює необхідністю у свободі і відсутності стандартів, навіть лишаючи за собою право на використання ненормативної лексики в етері. Глядачі можуть через Skype додзвонитись у прямий етер і поставити питання гостям. Проєкт фінансується глядачами.

## Програми
З 2018 року кількість етерів виросла до одинадцяти на тиждень, а проєкт skrypin.ua (включно з UMN) вийшов на щоденне етерне мовлення по буднях. Програми:
- Фронт — програму готують люди, які знають що відбувається на Донбасі — журналіст та офіцер запасу, які пройшли війну. Ведучі та гості програми збирають актуальні новини з фронту, аналізують ситуацію у війську та згадують дні, коли все почалося. Щопонеділка о 20:00 на YouTube.
- UMN — у програмі ведучі Роман Скрипін, Катерина Супрун та Данило Яневський за участі експертів та глядачів досліджують суспільно-політичне життя України, актуальні новини, події та явища в країні та світі. Програма виходить з вівторка по четвер о 15:00 чи 16:00 на YouTube.
- Редколегія — журналісти та редактори українських видань обговорюють події тижня. Програма про кулуарну політику, приховані сенси та те, що пишуть між рядків. Одна з найпопулярніших програм, з якої глядач дізнається більше, ніж з пересічного випуску новин. Щоп'ятниці о 19:00 на YouTube.
- 16+ — Проєкт для тих, кому набридла нескінченна політична порнографія. Ніжна м’ясорубка з гострими лезами для найапетитніших шматочків українського соціуму. Ток-шоу із відомими представниками українського соціуму. Ведучі — Роман Скрипін і Катерина Пітєніна (головний редактор Слово і Діло). Щосереди о 19:00 на YouTube.
- Історія з м'ясом — гарячий гриль контраверсійних версій подій та портрети реальних людей, які своїми вчинками творили історію України. Такого в підручниках не пишуть. Історична програма Тетяни Боряк та Данила Яневського. Щотижня на YouTube.
- Яневський про Бандеру — проєкт історика Данила Яневського. За його словами, цей проєкт лише про один «аспект» трьох десятиліть нашої минувшини. Минувшини, яка є і сьогоденням. Минувшини, яку неможливо оминути, забути, викреслити. Її можна тільки спробувати відчути. Значить, зрозуміти. І — прийняти такою, якою вона була. Виходить на YouTube. [Архівовано 5 лютого 2021 у Wayback Machine.]
- Секс під Лампою — це програма про радість життя. Про щастя, на яке Ви всі заслуговуєте. У прямому ефірі з’ясовуємо те, чому не вчать в родині, не вчать в школах, вишах, взагалі ніде не вчать. Ведучі: Леся Ковальчук, психолог та Данило Яневський, секс-символ (символізує, що секс колись був в його житті). Виходить двічі на місяць по четвергах о 19:00 на YouTube.
- Лампа — персональні інтерв'ю з людьми, які формують інтелектуальний образ сучасної України YouTube.
- Рибки Холодницього — Роман Скрипін онлайн без цензури. Ці відео можуть містити ненормативну лексику. Тобто – матюки. Не давайте його дивитися дітям, людям похилого віку, вагітним та викладачам і викладачкам української мови. Повне 18+. Програма виходить щотижня на YouTube.
- Гараж Джобса — програма про український ІТ-ринок. Розповадаємо історії успіху і факапів українських ІТ-компаній, про які ви ніколи не чули, та реальні історії українських бізнесменів нового покоління. Ведучий – Євген Савельєв, ІТ-юрист. Дивитись на YouTube.
- Цивілізація — програма про українську національну ідею та світоглядну реформацію, про розвиток України та її місце у світі. Ведучий — Євген Жеребецький (2019-2020). У листопаді 2020 року ведучим проєкту став Олесь Доній, автор концепції «25 сходинок до суспільного щастя». Програма виходить щовівторка на YouTube.
- Gamardžoba — обговорення новин та актуальних тем, ведучі Сергій Мельничук та Бачо Корчілава. По четвергах на YouTube.
- Генерація V — Данило Яневський та ветеран АТО Леонід Остальцев говорять про китів, слонів та черепах – не про тварин, а про міфи, на яких стоїть Україна. Про нашу реальність, про те, як збудувати нову Україну та шукають будівельників. Програма виходить на YouTube.
- Студія UP – програма, де розповідається позитивний досвід українського малого бізнесу. На ефіри запрошуються українські підприємці та люди, які захоплено створюють власну справу. Програма виходить не регулярно на YouTube.
- ЕКОНОМІК’$ — програма про економічні події та тренди як в Україні, так і у всьому світі. Ведучий — Михайло Кухар — протягом години прямого етеру робить огляд новин економіки за тиждень, відповідає на запитання глядачів та часом оприлюднює прогноз по певних темах. Програма виходила з 2018 по 2020 роки на YouTube.
- INTERMARIUM — унікальна програма, яка повертає історичну пам'ять про спільну державу трьох народів – литовців, поляків і русинів. У цій програмі гості говорять своїми національними мовами, забезпечується синхронний переклад. Це цикл програм, який виходив на YouTube, на українському суспільному телебаченні, телеканалі ATR, а також на телебаченні в Литві, Білорусі та Польщі.
- #ДПВТ — подорожі Скрипіна та команди містами України і Європи, де вони спілкуються з глядачами. Програма виходить на YouTube

## Гості
Серед гостей, що брали участь у етерах:
- Ян Валетов[9]
- Микола Вересень
- Павло Зібров (14 грудня 2016)[10]
- Олена Матвієнко
- Володимир Огризко
- Олександр Ольшанський
- міністр інфраструктури України Володимир Омелян
- Лесь Подерв'янський
- Олександр Педан
- Йосип Пінтус
- Ростислав Прокоп'юк[11]
- Міхеїл Саакашвілі (7 грудня 2016)
- Андрій Середа
- Іван Семесюк
- Оксана Сироїд
- Георгій Учайкін
- Євген Червоненко
- Тетяна Чорновол
- Дмитро Чекалкін[12] та інші.

## Цікаві факти
- Скрипін заявив, що громадян РФ, власників російського паспорту, не пустить до студії, доки не закінчиться російсько-українська війна. Винятком став російський журналіст Аркадій Бабченко, який відомий своєю міцною антиросійською позицією, та Ленур Іслямов[13][14]
- Спочатку етери проводились з даху київського Будинку художника, а також з будинку Данила Яневського.
- Частина етерів проводилась з Праги (зокрема, з Бібліотеки імені Вацлава Гавела)

## Ukrainian Media Network
Скрипін разом із Данилом Яневським ведуть також інший проєкт UMN (Ukrainian Media Network) — це «глобальна інформаційна мережа для українців усього світу». В студію запрошуються гості для обговорення нагальних питань.
22—30 грудня 2016 року було проведено першу низку етерів UMN з Праги, перший етер проводився Скрипіним разом із Прокоп'юком з Бібліотеки ім. Гавела. Гостями етеру були історик Давид Свобода (чеський Інститут дослідження тоталітарних режимів), Ленка Віхова (видавник чеського «Українського журналу» в Празі) та Єфім Фінштейн, чеський журналіст радіо Свобода і політолог.

### Трансляції
- Фронт — понеділок 20:00
- UMN — з понеділка по четвер о 15:00
- Редколегія — п'ятниця 19:00